# Monika Hansen
Monika Hansen, född 9 april 1942, död 26 juni 2025 i Berlin, var en tysk skådespelare. Hon var mor till skådespelarna Ben Becker och Meret Becker.

## Filmografi (i urval)
- Fremde Haut (2005) Regi: Angelina Maccarone och Jasmin Tabatabai
- Es ist ein Elch entsprungen (2005), komedi med Mario Adorf, Christine Neubauer
- Keine Lieder über Liebe (2005) med Jürgen Vogel, Florian Lukas
- My Sweet Home (2001) med Nadja Uhl, Regi: Filippos Tsitos
- Der Einstein des Sex (1999)  Regi: Rosa von Praunheim (om Magnus Hirschfeld)
- Polizeiruf 110 - Das Wunder von Wustermark (1998, TV, fortsättning till Totes Gleis) med Otto Sander, Ben Becker, Steffen Schult, Katrin Saß, Horst Krause, Peter Fitz, Dolly Buster, Tatjana Jury
- Kondom des Grauens (1996)  Regi: Martin Walz (efter en serietidning av Ralf König)
- Das Versprechen (1995) Regi: Margarethe von Trotta
- Polizeiruf 110 - Totes Gleis (1994, TV, Adolf-Grimme-Preis)
- Im weißen Rößl am Wolfgangssee (1994, TV)
- In weiter Ferne, so nah! (1993) Regi: Wim Wenders
- 10 Minuten Berlin (1989) kortfilm med Marquard Bohm, Christiane Reiff och Christof Wackernagel
- Der Mond scheint auf Kylenamoe (1981, TV), med Meret Becker, Otto Sander och Curt Bois
- Kaltgestellt (1980), Regi: Bernhard Sinkel, med Helmut Griem, Martin Benrath, Ángela Molina
- Ich liebe dich, ich töte dich (1971), Regi: Uwe Brandner, med Rolf Becker. Science Ficton-Film